# Asociación Internacional de Asiriología
La Asociación Internacional de Asirología (en inglés: International Association for Assyriology, IAA) es una organización no partidaria y sin fines de lucro fundada en julio de 2003 con sede en Leiden, Países Bajos. Su objetivo es profundizar en el "estudio de la escritura cuneiforme, la historia del antiguo oriente próximo y la arqueología a nivel internacional, para actuar como un organismo representativo de estos campos en relación con instituciones nacionales, internacionales y privadas, así como con el público en general".
Según la Unión de Asociaciones Internacionales, esta organización fue fundada en "julio de 2003, Londres (Reino Unido), durante el Congreso Internacional de Asiriología y Arqueología del Cercano Oriente (RAI)" y "registrada de conformidad con la ley holandesa".
La IAA realiza un congreso anual, el Encuentro Asiriológico Internacional, que reúne a académicos dedicados al estudio de Oriente Próximo de todas partes del mundo. Las instituciones afiliadas son la American Oriental Society, la British Institute for the Study of Iraq, la Deutsche Orient-Gesellschaft, la Israel Society for Assyriology and Ancient Near Eastern Studies y La Société pour l’étude du Proche-Orient ancien.

## Lista de presidentes
- Cécile Michel
- Walther Sallaberger
- Jack M. Sasson
- Åke W. Sjöberg